# Liste der Naturdenkmale in Sülm
Die Liste der Naturdenkmale in Sülm nennt die im Gemeindegebiet von Sülm ausgewiesenen Naturdenkmale (Stand 13. April 2024).

## Naturdenkmale
| Nr.         | Bezeichnung                        | Lage                                                      | Beschreibung                                                                          | Bild                                    |
| ----------- | ---------------------------------- | --------------------------------------------------------- | ------------------------------------------------------------------------------------- | --------------------------------------- |
| ND-7232-420 | Baumgruppe bei der Looskyllermühle | östlich des Ortes an der Kapelle der Looskyllermühle Lage | Fraxinus excelsior, zwei Bäume, Aesculus hippocastanum und Quercus robur, je ein Baum | Direkt Bild zu diesem Denkmal hochladen |